# 花右京メイド隊
『花右京メイド隊』（はなうきょうメイドたい）は、もりしげによる日本の漫画作品。秋田書店『月刊少年チャンピオン』にて、1999年4月号から2006年9月号まで連載された。ジャンルは『やすらぎ系美少女コミック』。単行本は全14巻。
2001年にテレビアニメ（UHFアニメ）化され、2004年には『花右京メイド隊 La Verite』として再アニメ化された。

## ストーリー
ある日突然大豪邸の主になってしまった主人公・花右京太郎と、その豪邸で働くメイド集団・花右京メイド隊との同居生活を描く。

## 登場キャラクター

### 主要キャラクター
花右京太郎（はなうきょう たろう）
声 - 甲斐田ゆき
年齢：15歳、誕生日：1月28日（水瓶座）、身長：155cm、体重：47kg、血液型：O型、好物：スナック菓子全般、嫌いな食べ物：なし、趣味：TVゲーム（セガサターンIIを愛用）、出身地：日本・東北地方の某所
中学3年生。母の死をきっかけにして、祖父・花右京北斎から家督を譲られ、大財閥の主となる。髪の色は黒で、アニメ第2作ではアホ毛が追加されている。祖父の行動に疑問を抱きながらも当主としての務めを果たしており、優しい人柄からメイドたちに慕われている。TVゲームが得意で、ある時イクヨに女装させられたのがきっかけで僅かながら女装にはまってしまうが、その時の姿はなかなかの美少女だった（女装時に名乗った名前はタロ子（タロこ））。歌はあまり詳しくなく、加えてかなりの音痴。また、粥を作った記憶があるにも関わらず、実際には上手く作れなかった。アニメ無印版では女性アレルギーを持ち、女性に触れられると全身にジンマシンができ、限界を超えると気絶してしまうのだが、なぜかマリエルには反応が出ない。
実際には花右京太郎という人物は架空の存在で、その身体は実の娘（花右京マリエ/マリエル）を溺愛しその娘と結ばれるために花右京北斎が自分の人格を移すためのインターフェイス（依り代）だった。また、花右京家北斎の孫という記憶はシンシアが作り上げた仮想のもので（皮肉にも太郎の記憶の矛盾と異常に気づいたのはそのころのシンシアの記憶を持たないグレース）、身体そのものは北斎の娘のマリエと恋に落ちた画家の青年のクローン（本名は不明）だった。オリジナルはマリエと駆け落ちした際に紫皇院に殺害されている。太郎自身は、全ての謎が判明しマリエルとマリエの人格が融合した後、花右京家の真の当主となるために修行の旅に出る。同伴者が居る描写があるが誰なのかは不明。
マリエル/花右京マリエ（はなうきょう マリエ）
声 - 田中理恵
年齢：16歳（推定）、誕生日：不明（2月6日説あり）、身長：164cm（推定）、体重：44kg（推定）、スリーサイズ：B.84-H.54-W.84、血液型・好物・嫌いな食べ物・出身地：不明、趣味：編み物（?）
花右京メイド隊を統括するメイド長。仕事の手際、容姿など他のメイドからも尊敬を集めている。太郎の祖父の計らいで太郎専用メイドとして幼少より教育を受けたらしいが、その素性については謎が多い。また、常人と比べるとズレたセンスを持つなど、天然な面も見受けられる。スポーツも得意で、ソフトボール大会では猛打者ぶりを発揮し、ボウリングではパーフェクトを達成した。しかし、拒むことを知らないのが玉に瑕。大工仕事が苦手で、大工道具の名前は無知。髪の色は原作・第2作では青、無印版では紫色。
本名は花右京マリエ。花右京家のメイドだった母親と北斎の間に生まれた花右京北斎の実の娘だが、母親を北斎に殺されたことから恨みを抱きながら生きていたため、かなり陰湿できつい性格だった。しかし、花右京家に迷い込んだ孤児の青年画家（太郎のオリジナル）と恋に落ち、本来の自分を取り戻し始める。だが、そんな幸せな生活は長く続かず画家の青年に嫉妬した北斎の命令で、画家の青年と駆け落ちした際に紫皇院の手で彼女も殺害されている。マリエの肉体は生体活動を保ったまま保存され、後に花右京家に雇われたシンシアの手で蘇生されたが、マリエの人格は葬られマリエルとして蘇る。その蘇生計画のコードネームは「青き沈黙の鐘」（ブルーサイレントベル）で、マリエルとして蘇った当初は人間らしさを封印される形で洗脳されていたが、太郎により人間らしい感情を得る。このため、実際の年齢は不明（なお、MEMOLには幼少期のマリエルの写真データがあり、さらにアニメでは幼少期の彼女に世話係が付いている記憶が存在する。そのため、マリエルにある程度の記憶操作をした上でマリエの幼少期の写真を加工したか、記憶操作に加えて何らかの方法で彼女を若返らせたと思われる）。地下に封印されたかつての自分の肖像画を見て記憶を取り戻すが、最終的にはマリエルの穏和で一途に太郎を想う人格と融合する。
シンシア＝ランドラヴィジャー
声 - 金田朋子
年齢：10歳、誕生日：12月8日（射手座）、身長：128cm、体重：25kg、血液型：AB型、スリーサイズ：不明、好物：チェリーパイ、嫌いな食べ物：納豆、趣味：お菓子作り、出身地：アメリカ合衆国
メイド隊最年少。ほとんど言葉を発しない。ちょっと内向的だが根は優しい。情報部所属だがマリエルと仲が良いため、主にマリエルと行動を共にしている。アニメ無印版ではペットのイタチをほとんどの間頭に乗せている。ある一件でマリエルの精神に負担がかかり、彼女が倒れた際の一因がリュウカであるため、彼女を嫌っている。また、八島とも仲が良い。
死んだはずのマリエを蘇生させ、画家の青年のクローンを花右京太郎として復活させた張本人。9歳でアメリカのマサチューセッツ工科大学を首席で卒業し、学界に目を付けられてある教授の元に預けられた後、花右京家に引き取られる。花右京家にはマリエルよりも前から居たことになるため、10歳という年齢も外見だけで実際はコノヱよりも年上の可能性がある。回想シーンでのシンシアは本編中のグレース/シンシアよりも少し身長が高い。グレースの人格は、周囲に虐待されているシンシアを守るために生まれたのではなく、北斎の計画に荷担してしまった罪の意識のために、思い描いていた理想の自分が面に出てしまったものということが物語の終盤で明らかになる。シンシア自身は知識の退行や性格の変化は実際には全くなかったようである。マリエルとマリエの人格は融合したが、シンシアとグレースに関しては語られていない。しかし、物語終盤ではグレースを表に出して融合することを望んでいたフシがある。
グレース
声 - 金田朋子
年齢：10（?）歳、誕生日（人格が誕生した日）：6月6日（双子座）、好物：納豆、嫌いな食べ物：チェリーパイ、趣味：ハッキング
シンシアの中にあるもう一つの人格。控えめなシンシアとは対照的に、自信家で押しの強い性格。シンシアが眠っている時に目覚める（シンシアとは夢の中で度々会っている）。情報部の責任者であり、花右京家のメインコンピュータ「MEMOL（メモル）」の管理を一手に引き受けている。コンピュータの扱いにかけては天才的手腕を持ち、「本気を出せばCIAのメインコンピュータにでも侵入できる」と豪語する。女らしい面はあまり露わにしないが、密かに太郎に思いを寄せている模様。当初はシンシアの肉体にかかる負担を抑えるため、たまにしか目覚めなかった。しかし、マリエルが倒れた一件以降は自由に目覚めることが可能となる。
鈴木イクヨ（すずき イクヨ）
声 - 有島モユ
年齢：17歳、誕生日：4月27日（牡牛座）、身長：155cm、体重：45kg、血液型：B型、スリーサイズ：B.80-W.56-H.84、好物：うなぎパイ、嫌いな食べ物：塩辛、趣味：アニメ鑑賞・同人誌制作・フィギュア作り、出身地：日本・静岡県浜松市
技術部の責任者。通称「イクヨッチ」。故郷では有名な発明少女で、花右京家にその才能を見出された。いろんなメカ（必ず名前の最後に「〜君」と付き、特定の可愛らしい顔が付いている）を発明するが、トラブルを引き起こすことが多い（名前の例：サイミン君（サイミンくん）、ムキリョク君（ムキリョクくん）、シンパン君（シンパンくん）（声：小林由美子）、遁走君（とんそうくん）/回天君（かいてんくん）など）。アニメ・漫画オタク（腐女子）でもあり、「江田島シモーヌ」のペンネームで同人誌（ごつい成人男性のBLを中心としたやおい系）の製作も手掛ける。
ただし、真面目に仕事をするととてつもなく有能で、本編開始以前のある一件にてコノヱも認めざるを得ないほどの成果を出したことがある。また、私物のヘリコプターを所持しており、操縦桿をゲーム機のコントローラーと挿げ替えて簡単に操縦できるよう改造している。彼女が書いている同人誌の漫画のタイトルは「おけべなメイドさん」・「親方とサブ」（おやかたとサブ）・「半裸アルプス（はんらアルプス）」。好きな男性のタイプは「友のために泣けて、男にはたとえ負けると分かっていても闘わねばならぬ時があると言える、大宇宙（うみ）の似合う人」。また、好きな曲は「気分は女神チック」。眼鏡を外すと、誰からもイクヨと気づかれないほどの美少女である。
剣コノヱ（つるぎ このゑ）
声 - 平松晶子
年齢：21歳、誕生日：9月1日（乙女座）、身長：175cm、体重：58kg、血液型：A型、スリーサイズ：B.92-W.60-H.90、好物：白飯・お浸し、嫌いな食べ物：甘い物、趣味：編み物、出身地：不明
警備部の責任者で、実質的にメイド隊全体でもマリエルに次ぐ地位。美人で巨乳。幼いころは孤児だったが、ある日を境に花右京家に引き取られ、才能を見出されて太郎の警備役として訓練される。武勇に秀で（居合の達人）、職務に厳格で部下からの絶対の信頼を得ている。反面、料理や編み物が得意・かわいいもの（特に犬）好きなど女性らしい面も併せ持つ。だが、センスがズレていたり、コスプレをする際などにノリのいい一面も見せたりする。演歌も好きで、吉田松陰を敬愛している。酒乱らしく、酔うと豹変する。
戦闘力は赤色王旗筆頭の紫皇院に匹敵し、彼女から受け取った愛刀を事故により失い、現在では大太刀を振るっている。あるきっかけで、太郎に対して主従以上の感情を抱くようになり、慈悲王リュウカにライバル視されている。しかし、本人は途中からは気にしておらず、彼女に対しておおむね友好的な態度をとっている。
全ての謎が判明した後、太郎を警護するために旅立った。
慈悲王リュウカ（じひおう リュウカ）
声 - 高橋理恵子
年齢：17歳、誕生日：11月9日（蠍座）、身長：168cm、体重：48kg、血液型：A型、スリーサイズ：B.88-W.56-H.89、好物：ツバメの巣、嫌いな食べ物：貧乏くさい物、趣味：兵器コレクション、出身地：日本・京都府
花右京家とライバル関係にある財閥・慈悲王家の次期当主（関西が本拠らしい。花右京家は東京）。髪の色は原作・第2作ではオレンジ、無印版では茶色。当初は飛行船・「ユング・フラウ号（ユング・フラウごう）」を持っていたがイクヨに分解される。後に機械的なデザインで複数の機関砲が付いた二号機・「ユング・フラウII（ユング・フラウツー、原作初登場話での名称はユング・フラウII世号（ユング・フラウにせいごう））」を完成させるが、終盤でクーデターを起こした際に八島に破壊されている。先代当主である祖父から太郎と結婚することを当主継承の条件に出されたため、クーデターを起こして新党首となって花右京家に入り込み、お側御用隊を乗っ取ってリーダーとなるが、次第に太郎の人柄に惹かれていく。
武力による世界統一を目指しているためかミリタリーマニアで、自身の所有する戦闘機を気に入っていたり、軍歌を好んで歌う一面を見せる。また、美的センスは常人と比べるとかなりズレている他、洗濯と料理が苦手。コノヱをライバル視しているが、それなりに高い評価はしている模様。柔道などの武術の名手で、その腕前は花右京家生体研究所の警備員たちを一蹴するほど。また、慈悲王流薙刀免許皆伝の腕前を持つが、こちらは劇中では見せ場がなかった。妄想は一般中学生レベルのクサイ内容が主で、実は水虫持ち。当初は長髪の後ろ髪を縦巻きにしていたが（原作の当初では後ろ髪の縦巻きが四つだったが、途中から二つに減っている）、終盤でクーデターを起こした際に自身の髪を切り、太郎に対する自身の思いを打ち明ける。
最終回では、慈悲王家の当主として本格的に活動している。
早苗八島（さなえ やしま）
声 - 早川由佳子（無印版）、渡辺明乃（La Verite版）
年齢：15歳、誕生日：6月7日（双子座）、身長：156cm、体重：44kg、血液型：B型、スリーサイズ：B.82-W.54-H.82、好物：食べられる物、嫌いな食べ物：食べられない物、趣味：コノヱしゃまコレクション、出身地：不明
コノヱ同様孤児として育った。警備部での実力は相当なものでコノヱの補佐役だったが、コノヱに憧れるあまり規律を破ったため太郎付きメイドに転属され、シンシアと一緒にいることが多い（転属自体は太郎の警護を強化するためのコノヱの配慮/策略だったが、本人はすっかり忘れていた）。髪の色は白で、肌は褐色（劇中でよくネタにされる）。戦闘時は猫グローブを両手に装備し、怪力を駆使して戦う。
コノヱにレズ同然の思いを持ち、自室にはコノヱグッズがあふれている。また、内心でコノヱを「コノヱしゃま」と呼び慕う。実は犬が苦手で、顔を舐められただけで気絶してしまうほど。なお、イクヨのことはそのちゃらんぽらんな性格から嫌っている。アニメ第一作目ではほとんどモブキャラ同然の扱いであったが、「La Verite」版では声優交代と共にメインキャラとして活躍。ややこしい名前のため、まずまともに覚えてもらえず、「早苗は名字で、名前は八島だ!」が口癖と化している。最後には「もうそれでいいです」と諦めたらしい。
エピローグではコノヱの後を追って旅立った。

### 花右京邸関係者
フェンリル
シンシアが地下室で拾った野良犬で、背中に星型の模様がある。存在が発覚した後は花右京家で飼われることになる。名前はシンシアの命名で、北欧神話の怪物・フェンリルに由来する。紫皇院と関係があると思われるが詳細は不明。
杉野アヤ（すぎの アヤ）
年齢：13歳
花右京家囲碁部の部長だが、囲碁のルールを知らない。ややドジっ子かつ引っ込み思案でもあるが、ひた向きに頑張る。後に太郎に好意を抱く。終盤ではイクヨの製作したマッチョなデザインの新型メイドスーツ・「ご奉仕（ごほうし）」を無理矢理着せられ、恥ずかしがる一幕も。アニメ版「花右京メイド隊 La Verite」には第11話終盤の1カットのみ登場し、ユングフラウ（外見は原作のユング・フラウIIとなっている）の艦橋で、攻撃指揮を執る慈悲王シズカの前にさゆりと二人でユング・フラウのオペレーターとして描かれている（セリフは無し）。
さゆり
囲碁部の部員で、ナスのような頭と眼鏡が特徴。それ故「ナス子」呼ばわりされたことも。だが、眼鏡を取った時の顔は美少女で、一見別人としか思えない素顔になる。アヤとは親友で、太郎に密かな好意を抱く。また、泣き上戸である。終盤ではアヤ同様イクヨが製作したマッチョなデザインのメイドスーツ・「お世話（おせわ）」を着用させられて嘆く。アニメ版「花右京メイド隊 La Verite」には第11話終盤の1カットのみ登場し、ユング・フラウ（外見は原作のユング・フラウIIとなっている）の艦橋で、攻撃指揮を執る慈悲王シズカの前に杉野アヤと2人でユング・フラウのオペレーターとして描かれている（セリフは無し）。
お側御用隊三人娘
声 - 香川葉月・小暮英麻・渡邉由紀（無印版）、吉住梢・門脇舞・吉川由弥（La Verite版）
お側御用大隊の中でも一番出番が多く、太郎のまわりで常にうろうろしている三人娘で、髪形がツインテールであるなど外見はほぼ同じ。マリエルにライバル心を燃やしている模様。お側御用隊の名の通りの過激なサービスを見せる。飲酒シーンがあるので確実に20歳を超えていて、太郎よりかなりお姉さんであることを気にしているフシがある。役に立っているのか立っていないのかわからないところがあるが、お側御用隊を乗っ取った慈悲王リュウカにとっては信頼できる部下だった。原作では最後まで名前が無かったが、アニメ版ではいちご・りんご・さんご（無印版）、れもん・まろん・めろん（La Verite版）と名前がある。
泉キョウジ（いずみ キョウジ）
太郎の家庭教師として北斎に派遣され、花右京家にやってくる。飄々とした性格で、女好き。あらゆる資格や免許のほとんどを取得している。太郎にとっては兄のような存在になるが、その目的はかつて一家を花右京北斎の手の者に殺されたことに対する復讐だった。また、北斎の書いたとされる紹介状も彼が偽装したものである。太郎たちの住む屋敷を焼き討ちした際に、北斎の命令で介入した紫皇院に殺されたと思われていたが、最終話のある一コマに姿が映っており、無事に生き延びていたことが判明している。
警備部の2人組
警備部所属の2人組。片方は右目が前髪で隠れており、ロングヘアの髪型をしている。もう片方の髪型はショートヘア。
医療部メイド
声 - 黒河奈美
医療部に所属するメイド。眼鏡をかけており、髪は後ろでまとめている。
森野ユキ（もりの ユキ）
声 - 柳瀬なつみ
アニメオリジナルキャラ。医療部の責任者で、太郎が誤ってカッターで手を傷つけた際に治療を行った。
シノブ
声 - 那須めぐみ
花右京家の潜入工作員。太郎が学校で人気者になれるように、彼が在学する中学校で潜入工作を行ったメイドの1人。アニメではそれ以降も登場する。名前はアニメより。

### その他の花右京家関係者
花右京北斎（はなうきょう ほくさい）
声 - 八奈見乗児（無印版）、竹本英史（La Verite版）
太郎の母方の祖父（実際は養母で、養母自身、北斎の実娘かは不明）で花右京家先代当主。太郎に家督を譲り隠居した。頭はスキンヘッドで丸いレンズのサングラスをかけ、黒服を着ている。なお、両目は機械化されている。太郎は花右京家に引き取られるまで祖父に会ったことが無かった。女性しか信用しない気質で、そのため花右京家の使用人はほぼ全員メイドである。第二次世界大戦の時代に生まれ、苦境を乗り越えているが特に野心もなく、己の世界だけでの王者にならんとする。アニメ無印版では姿こそ見せないものの、原作初登場話と同じく単なる遊び好きのエロじじいというテイストで描かれていたが、「La Verite」版では原作通りに含みのある謎の人物に戻っている。
自らの娘マリエに対して歪んだ愛情を持っており、そのため彼女の代わりのマリエルという人格が作られた。なお、太郎を自らのクローンにしなかったのは自分自身を忌み嫌っていたため。マリエルが倒れた際、彼女を従者たちに自身の生体研究所に連れて行かせるが太郎たちに奪還され、花右京家での自身の資産もグレースによって全て太郎名義に書き変えられた（その際、珍しく大口を開けて唖然とした様子を見せていた）が、外部にある程度の莫大な資産を保有していたので、自身の没落には至らなかった。物語の前半では普通の身体を持っていたが、終盤では自らの老衰による死期を悟り、自身の生体研究所の中で生命維持装置と半ば融合した醜悪な姿を晒している。最期はマリエルに人工衛星のビーム砲の発射スイッチを押されて研究所もろとも砲撃に巻き込まれ、コノヱに刺されて瀕死の状態の紫皇院に殺害されている。
紫皇院（しこういん）
声 - 山口由里子
花右京北斎の親衛隊である「赤色王旗（せきしょくおうき）」のリーダー。碧眼、金髪の美女。かつてコノヱを鍛え上げた人物。なお、コノヱと赤色王旗の他のメンバーは彼女を姉として慕っている。巨大なだんびらを振るって戦い、戦闘服の背部パーツに付属したバーニアで飛行も可能。
マリエと駆け落ちした画家（太郎オリジナル）は自身の初恋の相手でもあった。しかし北斎の命令には逆らえず、皮肉にも彼を殺害する形となってしまった。北斎に付き従っていた本当の理由は彼の愚かさに惚れたためであり、忠誠を誓う際に交わした契約などはどうでもよかったらしい。コノエと別れる前に時が来たら自分を殺すように言うが、それは自身の罪滅ぼしのためであった。終盤にてコノヱとの対決で折れた大太刀を胸に刺され、その後彼女を庇って人工衛星のビームを食らい、左腕を失った上重傷を負う。そして、北斎の歪んだ思想に終止符を打つべく彼を殺害し、自らも死亡した。
カレン
赤色王旗のメンバー。戦闘では2本のククリナイフを使用するが、紫皇院の発言からして実力は赤色王旗の中では低い方であると思われる。前からコノヱのことが気に入らなかったらしく、終盤で登場した際に彼女と対決し善戦する。しかし、八島に倒された。なお、赤色王旗のほとんどのメンバーは十字軍の三大騎士団の血を引いており、彼女と紫皇院を含めて12人存在するが、残る10人（そのうちの一名の声：寺田はるひ）の名前は本編では明かされなかった。
北斎の従者
声 - 石塚さより
北斎に忠実な3名の従者たちで、特殊なスーツを着ている。アニメでは6名で、警棒が武器。
実はマリエと駆け落ちした画家の青年のクローンの失敗作らしく、生命維持装置付きのスーツに肉体を移植している。なお、グレースは当初マリエルがクローン技術で作られたものであると説明しており、太郎や彼らの経歴と混同されている。すべての謎が判明し、研究所が破壊された後は花右京邸で暮らしている。
カール
かつてコノヱが預けられていた花右京家の人材育成用施設で飼われていたドーベルマン犬。
マリエルの先生
声 - 城雅子
アニメオリジナルキャラ。本名不明。マリエルの世話係をしていた家政婦長風の女性で、マリエルが幼少期から太郎は彼女に仕えるご主人様だと教えた張本人である。それ以降の去就は不明。

### 慈悲王家関係者
慈悲王シズカ（じひおう シズカ）
声 - 根本圭子
年齢：不明、誕生日：不明、身長：148cm、血液型：不明、スリーサイズ：B.90-W.55-H.80
リュウカの腹違いの妹。慈悲王家の裏を司る。髪の色は黒で、こけし顔の巨乳。和服を着ており、武術に秀でる。戦闘時は扇剣とロープを駆使する。一人称が「わらわ」で、語尾に「〜じゃ」を付けるといった昔の貴族風の口調で話す（初登場話では京都弁で話していた）。イクヨの同人誌のファンで「シモーヌ先生」・「シズリン」と呼び合う仲。太郎に好意を持ち、リュウカに不満を抱かせる。しかし、姉よりもレベルの高いかなりメルヘンチックな妄想をすることがあり、血は争えない。
アニメ版「花右京メイド隊 La Verite」には第11話終盤の1カットのみ登場し、ユング・フラウ（外見は原作のユング・フラウIIとなっている）の艦橋で攻撃指揮を執っている。当初はロングヘアだったが泉キョウジの手により髪を切られ、さらに重傷を負うが回復し、それ以降はショートボブの髪型になった。リュウカからユング・フラウIIとほぼ同形の攻撃型飛行艦・「ヨム・キプール」を勝手に借りて使用していたが、終盤で赤色王旗に破壊されている。
最終局面の後は学業にも精を出している。
ジィ
シズカの身の回りの世話をする従者。女性の服装をしており、見た目も女性のように見えるが実は男性。シズカに心酔しており、彼女の顔を模した食品を作るのが趣味で、それをシズカに食べさせようとしては拒否される。「うにゃーん」および「はにゃーん」が口癖。男性にも関わらず貧乳をコンプレックスとしていたが、太郎がそれを受け入れたことで彼に惚れる（そのため、太郎が同性愛者ではないかと疑惑をかけられてしまう羽目となる）。終盤では、イクヨが製作したふんどし一丁のマッチョな男性の体を模した対太郎用大型パワードスーツ・「責め（せめ）」スーツを着用し（その姿を見たシズカからは笑われた揚句、性別が性別なので「似合うぞ」と言われた）、シズカと共に赤色王旗と対決する。しかし、鉄線を操る赤色王旗の一員にスーツの四肢を切断され、敗北する。
慈悲王家当主
声 - 岸野幸正（無印版）、津田英三（La Verite版）
リュウカとシズカの祖父で、孫には一度も顔を見せていない。平安時代の貴族風の服を着ており、顔は最後まで明かされなかった。リュウカを太郎と結婚させようとしたが、その真意は不明。リュウカがクーデターを起こしたことにより失脚した。慈悲王家は花右京家のMEMOLに相当するメインコンピュータ・「PENELOPE（ペネローペ）」（グレースいわく「MEMOLのパクリ」）を所有しており、終盤でシンシア/グレースが使用した。

### その他の人物
三小田春男（さんこだ はるお）
声 - 櫻井孝宏（ただし、アニメ版（一作目のみ登場）のクレジットでは「男子生徒A」）
出身地：日本・高知県
太郎の中学のクラスメイトで、四角い眼鏡をかけている。高知出身で、高知弁で話す。転校してきた太郎の最初の友人で、「のー」および「のーのー」が口癖。かなりスケベな性格で、八島に惚れる。好物はサンマのたたきで、全国民が毎日それを食べると思っていたほど。
シンシアの父
声 - 川村拓央
シンシアの父親。シンシアがまだ幼い少女であるという理由で妻の意見に反発し、亀裂が生じることになった。
シンシアの母
声 - 黒川奈美
シンシアの母親。シンシアの優れた才能を生かそうとしたが、夫に反対された。
太郎のクラスの担任
声 - 平野俊隆
太郎のクラスの担任で、頭にバンダナを付けた体育教諭。厳しい印象を受けるが、子供たちの未来を見たいがために教師となったらしい。
大豪院ピョン子（だいごういん ピョンこ）
イクヨの同人誌仲間で、ウサ耳カチューシャを付けている。語尾に「～ピョン」と付ける。イクヨに対して一見友好的なようだが嫌味な態度を取っており、イクヨにも信頼されていない。
ラーメン大アンドロメダの主人
太郎とマリエルが初デートの際に食事をとったラーメン屋・「ラーメン大アンドロメダ（-だい-）」の主人。太郎とマリエルのことを「熱いね」と評していた。

## 部署リスト

### 執務局
- 御世話部（御側御用大隊）
- 衣装部
- 人事部（人事課）
- 御膳部
- 管理部
- 秘書部
- 医療部
- 業務部
- 警備部
- 財務部
- 技術部
- 外務部
- 保養所管理事務所
- 庭園課
- 工務部
- 研修課
- 図書課
- 太郎様付
- 囲碁部

## 書誌情報

### 単行本
- もりしげ『花右京メイド隊』 秋田書店〈少年チャンピオン・コミックス〉、全14巻
  1. 2000年2月17日刊行 ISBN 4-253-05849-3
  2. 2000年8月10日刊行 ISBN 4-253-05850-7
  3. 2001年3月22日刊行 ISBN 4-253-05906-6
  4. 2001年9月27日刊行 ISBN 4-253-05907-4
  5. 2002年4月25日刊行 ISBN 4-253-05908-2
  6. 2002年10月3日刊行 ISBN 4-253-05909-0
  7. 2003年6月5日刊行 ISBN 4-253-05910-4
  8. 2003年12月4日刊行 ISBN 4-253-05931-7
  9. 2004年3月25日刊行 ISBN 4-253-05932-5
  10. 2004年9月9日刊行 ISBN 4-253-05934-1
  11. 2005年4月8日刊行 ISBN 4-253-20871-1
  12. 2005年10月8日刊行 ISBN 4-253-20872-X
  13. 2006年3月8日刊行 ISBN 4-253-20873-8
  14. 2006年10月6日刊行 ISBN 4-253-20874-6

### 関連書籍
- もりしげ『花右京メイド隊 スペシャルブック』 2001年3月22日刊行 ISBN 4-253-10420-7
- もりしげ『花右京メイド隊 キャラクターブック』 2004年4月28日刊行 ISBN 4-253-05933-3

### 特別編
- 「不思議なメガネ」ヤングチャンピオン増刊 チャンピオンAIR 掲載（単行本4巻収録）
- 「スポーツカーの女」花右京メイド隊スペシャルブック 掲載（単行本4巻収録）
- 「邂逅」ヤングチャンピオン増刊 掲載（単行本5巻収録）
- 「女修行!?」ヤングチャンピオン増刊 掲載（単行本6巻収録）
- 「メイドは踊る」週刊少年チャンピオン 掲載（単行本未収録）

## テレビアニメ
過去2回アニメ化されている。初めてのアニメ化と2度目ではメイン製作会社やスタッフが異なっている（1度目のアニメはポニーキャニオン・m.o.e.ブランドが主製作、2回目のアニメはジェネオンエンタテインメントが主製作）が、実制作は両作品とも童夢が担当している。

### 花右京メイド隊
2001年4月12日から6月28日に アニメコンプレックスNIGHT枠内で放送。1話約12分で全12回。また、番外編として第13話から第15話がOVAとしてDVDでリリースされている。また、CS放送のAT-Xでは、2作目の「La Verite」の後にOVA版も含めて、m.o.e.特集枠で全話放送されている。
当初から原作のシリアスさを敢えて消した路線で制作され、「花右京太郎が女性アレルギーである（ただしマリエルだけにはアレルギー反応が出ない）」というオリジナル設定がなされた。また、メイドたちのメイド服のデザインも原作とは異なり、幾分簡易化されている。

#### スタッフ
- 監督・構成・脚本 - 井出安軌
- 監督補佐 - 八谷賢一
- 企画・プロデュース - 久米憲司
- キャラクターデザイン - 大隈孝晴
- メカニックデザイン - 渡辺義弘
- 美術設定 - 成田偉保
- 美術監督 - 堀壮太郎
- グラフィックスオーサリング - 田中恒嗣
- 音響監督 - 松岡裕紀
- 音楽 - 寺嶋民哉
- アニメーションプロデューサー - 安西武
- アニメーション制作 - 童夢
- 製作 - m.o.e.

#### 主題歌
オープニングテーマ「花右京メイド隊の歌」
作詞 - 井出安軌 / 作曲・編曲 - 寺嶋民哉 / 歌 - 花右京メイド隊（マリエル、グレース、イクヨ、コノヱ）（田中理恵、金田朋子、有島モユ、平松晶子）
エンディングテーマ「三色の秘密」
作詞 - 井出安軌 / 作曲・編曲 - 佐橋俊彦 / 歌 - お側御用隊（いちご、りんご、さんご）（香川葉月、小暮英麻、渡邉由紀）
エンディングテーマ「懺悔のじかん」（DVDシングルアニメーション）
作詞 - 井出安軌 / 作曲・編曲 - 佐橋俊彦 / 歌 - 花右京メイド隊（マリエル、グレース、イクヨ、コノヱ）

#### 各話リスト
| 話数                      | サブタイトル                   | 絵コンテ   | 演出       | 作画監督   |            |
| テレビ放送                | テレビ放送                     | テレビ放送 | テレビ放送 | テレビ放送 | テレビ放送 |
| ------------------------- | ------------------------------ | ---------- | ---------- | ---------- | ---------- |
| 1                         | ようこそ御主人様               | 八谷賢一   | 八谷賢一   | 大隈孝晴   |            |
| 2                         | 快適なスクールライフ           | 金子玲     | 葛谷直行   | 大河原晴男 |            |
| 3                         | 発明娘と真夏の珍事             | 八谷賢一   | 八谷賢一   | 吉田潤     |            |
| 4                         | ライバル（一方的）登場!!       | 柿田秀樹   | 野中卓也   | 石倉敬一   |            |
| 5                         | 帰ってきた新顔                 | 八谷賢一   | 八谷賢一   | 大隈孝晴   |            |
| 6                         | 快適なスクールライフ Mission 2 | 金子玲     | 葛谷直行   | 大河原晴男 |            |
| 7                         | 避暑地でお約束                 | 八谷賢一   | 八谷賢一   | 河野悦隆   |            |
| 8                         | 花右京家の頭脳                 | 野中卓也   | 野中卓也   | 石倉敬一   |            |
| 9                         | メイド隊の居ない日             | 八谷賢一   | 八谷賢一   | 斎藤哲人   |            |
| 10                        | ご奉仕 増量致します            | 松本文男   | 井出安軌   | 大河原晴男 |            |
| 11                        | プロポーズは突然に             | 八谷賢一   | 八谷賢一   | 大隈孝晴   |            |
| 12                        | ハッピーバースディ             | 合田浩章   | 野中卓也   | 河野悦隆   |            |
| DVDシングルアニメーション |                                |            |            |            |            |
| 13                        | グレースの守ってあげる         | 八谷賢一   | 八谷賢一   | 石倉敬一   |            |
| 14                        | コノヱの鍛えてあげる           | 菅沼栄治   | 菅沼栄治   | 菅沼栄治   |            |
| 15                        | イクヨの経験させてあげる       | 八谷賢一   | 八谷賢一   | 大隈孝晴   |            |

#### 放送局
| 放送地域 | 放送局     | 放送期間 | 放送日時         |
| -------- | ---------- | -------- | ---------------- |
| 神奈川県 | TVK        | 2001年 - | 金曜 1:45 - 2:00 |
| 千葉県   | ちばテレビ | 2001年 - |                  |
| 埼玉県   | テレビ埼玉 | 2001年 - |                  |
| 兵庫県   | サンテレビ | 2001年 - |                  |
| 京都府   | KBS京都    | 2001年 - |                  |

### 花右京メイド隊 La Verite
2004年4月から6月まで放送。全12回。第1期は1話約12分だったが、この第2期は30分枠で放送。独立UHF5局およびAT-Xで放送され、放送日も局により異なる。
第1期の続編ではなく、原作に基づき改めて作り直されている別作品だが、第1期で使った原作のエピソードはほとんど重なっていない。副題の“La Vérité”とはフランス語で“真実”の意味。
原作の16話までをメインにし、主に6巻までのエピソードを織り交ぜて制作されているが、太郎が普通の中学校に通学している設定が切られているため、第1期と異なりコノヱが第1話から登場している。
フランス語吹替え版も製作されており、仏語タイトルは"Monsieur est Servi! La Vérité"（真・ご主人様が出来上がりました！）。ロゴのSにはメイド風ヘッドドレスが付いている。

#### スタッフ（第2期）
- 監督 - 野中卓也
- シリーズ構成 - 花田十輝
- キャラクターデザイン - 大隈孝晴
- メカニックデザイン - 松原一之
- 美術監督・美術設定 - 青井孝
- 色彩設計 - 藤川耕輔
- 撮影監督 - 樋口哲治、わたなべぢゅんいち
- 編集 - 田中恒嗣
- 音楽 - 大島ミチル
- 音響監督 - 菊田浩巳
- プロデューサー - 大森啓幸、石田博
- アニメーション制作 - 童夢
- 製作 - 花右京製作委員会（ジェネオンエンタテインメント、GENEON ENTERTAINMENT(USA)INC.、キティ、セントラルミュージック、メディア・ショウグン、金羊社、童夢）

#### 主題歌（第2期）
オープニングテーマ「Voice of heart」
作詞 - 飯塚真純 / 作曲・編曲 - 大島ミチル / 歌 - マリエル（田中理恵）
エンディングテーマ「お世話します!」
作詞 - 飯塚真純 / 作曲・編曲 - 大島ミチル / 歌 - れもん・まろん・めろん（吉住梢・門脇舞・吉川由弥）

#### 各話リスト（第2期）
| 話数 | サブタイトル        | 脚本                    | 絵コンテ     | 演出         | 作画監督     |
| ---- | ------------------- | ----------------------- | ------------ | ------------ | ------------ |
| 1    | 初めまして 御主人様 | 花田十輝                | 大隈孝晴     | 野中卓也     | 大隈孝晴     |
| 2    | 10番勝負?           | 花田十輝                | 柿田英樹     | 細田直人     | 松原一之     |
| 3    | シンシアとグレース  | 花田十輝                | くるおひろし | くるおひろし | きみしま幾智 |
| 4    | コノヱ、立つ        | 子安秀明                | 山下祐       | 米田和博     | 山下祐       |
| 5    | リュウカ再び        | あおしまたかし          | 水本葉月     | 水本葉月     | 斎藤雅和     |
| 6    | 予算争奪戦          | あおしまたかし 花田十輝 | 柿田英樹     | くるおひろし | 石川洋一     |
| 7    | 未確認生体          | あおしまたかし          | 一井口篇好   | 千葉大輔     | 松原一之     |
| 8    | スポーツカーの女    | 花田十輝                | 及川啓       | 大隈孝晴     | 及川啓       |
| 9    | 初めてのデート      | 花田十輝                | くるおひろし | くるおひろし | きみしま幾智 |
| 10   | 青き沈黙の鐘        | 花田十輝                | 山下祐       | 米田和博     | 松原一之     |
| 11   | 強行突破            | 花田十輝                | 細田直人     | 米田光宏     | 細田直人     |
| 12   | 本当の笑顔          | 花田十輝                | 野中卓也     | 野中卓也     | 大隈孝晴     |

#### 放送局（第2期）
| 放送地域 | 放送局     | 放送期間               | 放送日時           | 放送区分  | 備考             |
| -------- | ---------- | ---------------------- | ------------------ | --------- | ---------------- |
| 千葉県   | ちばテレビ | 2004年4月4日 - 6月20日 | 日曜 24:00 - 24:30 | 独立UHF局 |                  |
| 埼玉県   | テレ玉     | 2004年4月4日 - 6月20日 | 日曜 25:05 - 25:35 | 独立UHF局 |                  |
| 兵庫県   | サンテレビ | 2004年4月5日 - 6月21日 | 月曜 24:00 - 24:30 | 独立UHF局 |                  |
| 三重県   | 三重テレビ | 2004年4月5日 - 6月21日 | 月曜 24:30 - 25:00 | 独立UHF局 |                  |
| 神奈川県 | tvk        | 2004年4月6日 - 6月22日 | 火曜 24:35 - 25:05 | 独立UHF局 |                  |
| 日本全域 | AT-X       | 2004年6月 -            | 水曜 11:00 - 11:30 | CS放送    | リピート放送あり |